# 轮台鸦葱
轮台鸦葱（学名：Scorzonera luntaiensis）是菊科鸦葱属的植物。分布在中国大陆的新疆等地，多生于河岸潮湿地，目前尚未由人工引种栽培。